# Positionen im Rugby Union
In der Sportart Rugby Union besteht jede Mannschaft aus 15 Spielern, darunter acht Stürmer (forwards) mit den Nummern 1 bis 8 und sieben Hintermannschaftsspielern (backs) mit den Nummern 9 bis 15. Je nach Wettbewerb gibt es bis zu acht Ersatzleute mit den Nummern 16 bis 23. Die Spieler sind nicht auf eine einzige Position beschränkt, spezialisieren sich aber im Allgemeinen auf eine oder zwei Positionen, die ihren Fähigkeiten und ihrem Körperbau entsprechen. Spieler, die mehrere Positionen spielen, werden als „Universalspieler“ (utility players) bezeichnet. Jeder Spieler übernimmt eine bestimmte Aufgabe und jede Mannschaft verwendet die gleiche Formation, mit nur geringfügigen Änderungen – im Gegensatz zum Fußball mit seinen verschiedenen Spielsystemen. Bisweilen wird Rugby Union als „Spiel für alle Körperformen und -größen“ bezeichnet, da jede Position unterschiedliche physische und technische Eigenschaften erfordert.

## Überblick
Die Position eines Spielers wird durch die Nummer angezeigt, die er auf seinem Trikot trägt, da die Nummern fest an eine Position gebunden sind (Ausnahmen sind Ersatzspieler oder ein Positionswechsel während des Spiels). Dies bedeutet, dass ein Spieler keine personalisierte Rückennummer für die Dauer seiner Karriere erhält. Der Weltverband World Rugby hat für internationale Spiele ein verbindliches Nummerierungsschema festgelegt, das auch auf Vereinsebene angewendet wird.
Die Hauptaufgabe der Stürmer ist die Ballsicherung, insbesondere aus den Standardsituationen Gedränge und Gasse heraus. Allgemein sind Stürmer größer gewachsen als die Spieler der Hintermannschaft, in der Vergangenheit waren sie stärker, aber auch langsamer und weniger wendig und auch im freien Spiel fast ausschließlich in den Kontaktpunkten (Offenes Gedränge und Paket) beteiligt. Die Aufgabe der Hintermannschaft ist es, den durch die Stürmer eroberten Ball aufzunehmen und Punkte zu erzielen, indem sie mit dem Ball in den Händen geschickt laufen oder diesen fortkicken. Diese strikte Einteilung hat den Vorteil, dass individuelle Stärken der Spieler besser ausgespielt werden können und Schwächen weniger zum Tragen kommen müssen. Der Nachteil liegt darin, dass größere Laufwege entstehen, wenn Stürmer stets zu den Kontaktpunkten eilen und die Hintermannschaft einen abgesprochenen und koordinierten Laufweg- und Passweg mit mehreren Spieloptionen, eine Variente, vorbereitet. Im Profibereich tendiert man deshalb insbesondere bei offeneren Spielansätzen zu einer zunehmenden Auflösung der strikten Rollenverteilung.

### Spielerpositionen

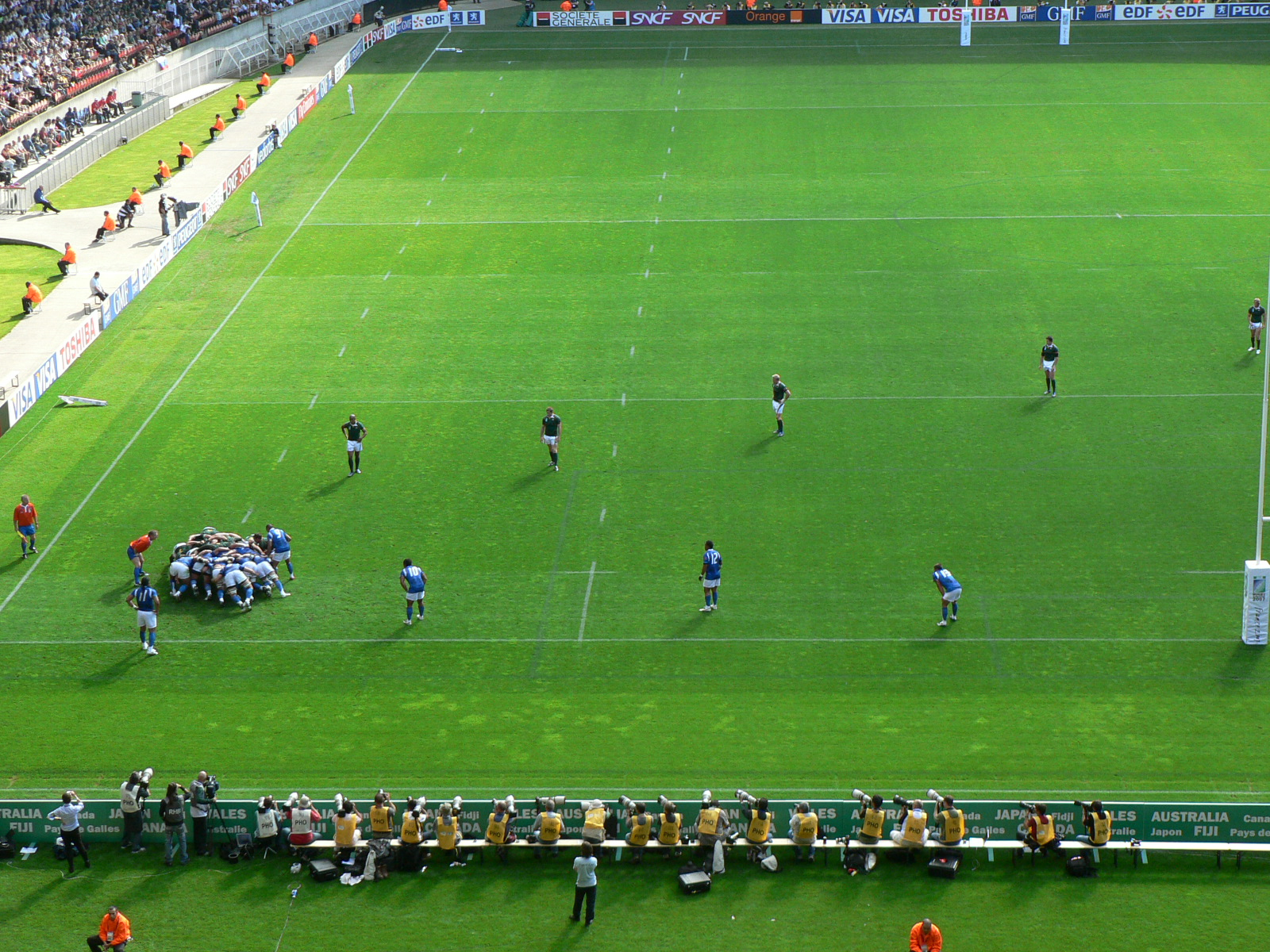
Die Stürmer sind im Gedränge verwickelt, während die Spieler der Hintermannschaft über das Feld positioniert sind

Das folgende Diagramm zeigt die Positionen der einzelnen Spieler bei einem angeordneten Gedränge:

### Kollektive Bezeichnungen der Positionen
- Erste-Reihe-Stürmer (front row): Linker Pfeiler, Hakler und Rechter Pfeiler
- Zweite-Reihe-Stürmer (second row): Beide Zweite-Reihe-Stürmer (locks)
- Stürmer/Pack: Gesamte Vordermannschaft (forwards)
- Dritte-Reihe-Stürmer (back row; loose forwards): Linker Flügelstürmer, Rechter Flügelstürmer und Nummer 8
- Halbspieler (half-backs): Gedränge-Halb und Verbinder
- Dreiviertelreihe (three-quarter line): Kurzer Außendreiviertel, Erster Innendreiviertel, Langer Außendreiviertel, Zweiter Innendreiviertel
- Schlussmann (full-back)

## Historische Entwicklung
In den Anfangsjahren von Rugby Union gab es im Prinzip nur zwei Positionen: Die meisten Spieler waren Stürmer, die einen Teil des Gedränges bildeten; hinzu kamen einige defensive tends (von goaltenders). Schließlich erkannte man die Angriffsmöglichkeiten, die sich aus dem Spiel dicht hinter dem Gedränge ergaben. Die Spieler, die sich zwischen den Stürmern und den tends positionierten, bezeichnete man als half-tends. Später reifte die Erkenntnis, dass die Spieler außerhalb des Gedränges nicht auf eine defensive Rolle beschränkt sein müssen, und so wurden die Tends und Half-Tends in backs und half-backs umbenannt. Als das Spiel immer anspruchsvoller wurde, positionierten sich die Spieler der Hintermannschaft in unterschiedlicher Tiefe hinter den Stürmern. Man unterteilte sie weiter in half-backs, three-quarter-backs und full-backs. Auch für das Gedränge entwickelten sich spezialisierte Rollen, wobei man die wing-forwards (die heutigen Flanker) zum Schutz der half-backs einsetzte.
Das erste Länderspiel zwischen England und Schottland fand 1871 statt und umfasste Mannschaften mit je 20 Spielern: dreizehn Stürmer, drei half-backs, ein Dreiviertelspieler und drei Schlussmänner. Im Jahr 1877 wurde die Zahl der Spieler auf die seither üblichen 15 reduziert. Rückennummern auf den Trikots der Spieler kamen in den 1920er Jahren auf. Dies geschah zunächst, um den Trainern und Selektionären die Möglichkeit zu geben, die einzelnen Spieler zu bewerten.

## Hintermannschaft

### 15 Schlussmann
Der Schlussmann (fullback) hält sich üblicherweise mehrere Meter hinter der Hauptlinie der Verteidigung auf. Sie fangen alle gegnerischen Kicks aus weiter Entfernung ab und sind oft die letzte Verteidigungslinie, wenn ein Gegner die Abwehrreihe durchbricht. Im Angriff können sie in die hintere Linie eindringen, in der Regel in der Nähe der Zentren oder der Flügel, mit dem Ziel, eine zusätzliche Person zu stellen und die verteidigenden Spieler zu überlappen. Die drei wichtigsten Eigenschaften eines guten Schlussmannes sind die Fähigkeit, einen hohen Ball zu fangen, diesen mit Präzision über eine lange Distanz zu spielen, sowie die Schnelligkeit und das Geschick, sich in die Angriffsbewegungen der hinteren Reihe einzuschalten, insbesondere bei Gegenangriffen. Er muss die als bomb kicks bezeichneten hohen und kurzen Kicks abfangen können. Er muss auch sicherstellen, dass er den Ball sauber fängt, damit der Gegner keine Chance hat, wieder in Ballbesitz zu kommen. Da der Außenverteidiger den Ball unweigerlich weit hinten in seinem eigenen Territorium fangen wird, ohne dass er dabei von seinen eigenen Spielern unterstützt wird, sollte er den Ball entweder nach vorne kicken oder nach vorne laufen, um sich mit seinen Hinterleuten zu verbinden und einen Gegenangriff einzuleiten.
Um eine effektive Deckung hinter der Abwehrreihe zu gewährleisten, müssen gute Schlussmänner darauf achten, dass sie nicht außerhalb ihrer Position erwischt werden und das Spiel des Gegners vorhersehen. Durch ihre Position hinter der Abwehrreihe können sie Lücken in der Abwehrreihe erkennen und entweder mit der Hintermannschaft kommunizieren, um die Lücken zu schließen, oder die Lücken selbst abdecken. Der Schlussmann hat das größte Potenzial, den Gegner anzugreifen, insbesondere bei einem fehlgeleiteten Kick. Wenn ein Abstoß ausgeführt wird und genügend Platz und Unterstützung vorhanden ist, kann der Schlussmann einen Gegenangriff starten, indem er den Ball zum Gegner zurückspielt. Aufgrund seiner Fähigkeiten ist der Schlussmann in einigen Mannschaften auch für die Ausführung der Torschüsse zuständig.
Schlussmänner in der World Rugby Hall of Fame sind: Serge Blanco (Frankreich), Don Clarke (Neuseeland), Gavin Hastings (Schottland), Andy Irvine (Schottland), Tom Kiernan (Irland), George Nepia (Neuseeland) und J. P. R. Williams (Wales).

### 11 Linker Außendreiviertel und 14 Rechter Außendreiviertel
Die Außendreiviertel (wings) befinden sich in der Regel an der Außenseite der Abwehrreihe mit der Nummer 11 auf der linken (left wing) und der Nummer 14 auf der rechten Seite (right wing). Ihre Hauptaufgabe ist es, Spielzüge abzuschließen und Versuche zu erzielen. Sie sind in der Regel die schnellsten Spieler im Team und sind entweder flinke Läufer oder, in jüngerer Zeit, groß, stark und in der Lage, Tackles zu durchbrechen. Die übrigen Mitspieler schaffen genügend Raum, so dass der Außendreiviertel nach Annahme des Balls auf direktem Weg zur Mallinie rennen kann Die Fähigkeiten, die für den linken und den rechten Außendreiviertel benötigt werden, sind ähnlich, auch wenn Linksfüßer in der Regel eher auf der linken Seite eingesetzt werden. Der linke Außendreiviertel agiert häufig als zusätzlicher Mann im Mittelfeld, ähnlich wie der Schlussmann. Einer oder beide Flügelspieler lassen sich bei gegnerischen Abstößen zurückfallen, um dem Schlussmann zusätzliche Möglichkeiten für einen Gegenangriff zu geben.
Außendreiviertel in der World Rugby Hall of Fame sind: André Boniface (Frankreich), David Campese (Australien), Gerald Davies (Wales), Ieuan Evans (Wales), John Kirwan (Neuseeland), Bill Maclagan (Schottland), Brian Lima (Samoa), Jonah Lomu (Neuseeland), Tony O’Reilly (Irland) und Yoshihiro Sakata (Japan).

### 12 Erster Innendreiviertel und 13 Zweiter Innendreiviertel
Die beiden Innendreiviertel (centres) sind die Allrounder der Mannschaft. Der linke Innendreiviertel (inside centre) steht in der Regel in der Nähe des Verbindungshalbs oder als erster Ballempfänger auf der anderen Seite des Gedränges. Wie der Verbindungshalb ist er ein guter Kicker und ist fähig, das Spiel zu lesen sowie den Angriff zu lenken. Der rechte Innendreiviertel (outside centre) steht schräg hinter dem linken Innendreiviertel ist im Allgemeinen der schnellere der beiden. Die Hauptaufgabe besteht darin, den Spielern außerhalb des Zentrums Raum zu geben. Sie müssen eine gute Lauflinie haben, in der Lage sein, einen Schritt zur Seite zu machen und auszuweichen, und über gute Passfähigkeiten verfügen. Wird der Ball entlang der gegnerischen Abwehrlinie bewegt, sind die Innendreiviertel die ersten Spieler, die ein Tackling ausführen. Sie müssen aggressive Tackler sein, um ihren Gegner zu Boden zu bringen und den Ball zu erobern. Ebenso müssen sie die Verteidigungslinien gut organisieren können. Die Innendreiviertel bieten auch Unterstützung bei den Breakdowns und können als Lockvögel fungieren, um die Verteidigung zu verwirren.
Innendreiviertel in der World International Rugby Hall of Fame sind: André Boniface (Frankreich), Danie Gerber (Südafrika), Mike Gibson (Irland), Frank Hancock (Wales), Tim Horan (Australien), Jo Maso (Frankreich), Jack Matthews (Wales), Ian McGeechan (Schottland), Gwyn Nicholls (Wales), Brian O’Driscoll (Irland), Philippe Sella (Frankreich) und Bleddyn Williams (Wales).

### 10 Verbindungshalb
Ein Verbindungshalb (fly-half) ist einer der wichtigsten Spieler auf dem Platz und für die Spieltaktik einer Mannschaft von entscheidender Bedeutung; er besitzt Führungsqualitäten und ordnet die hintere Linie. Er ist in der Regel der erste, der nach einem Breakdown, einer Gasse oder einem Gedränge den Ball vom Gedrängehalb erhält, weshalb er entschlossen handeln und effektiv mit den Außenverteidigern kommunizieren muss. Gute Spieler auf dieser Position sind ruhig und haben den notwendigen Weitblick, um effektive Angriffsspielzüge zu lenken. Ein Verbindungshalb muss gut passen können und ist oft der beste Kicker der Mannschaft. Häufig führt er auch die Torschüsse aus.
Verbinder in der World Rugby Hall of Fame sind: Phil Bennett (Wales), Naas Botha (Südafrika), Mark Ella (Australien), Grant Fox (Neuseeland), Barry John (Wales), Jack Kyle (Irland), Michael Lynagh (Australien), Andrew Mehrtens (Neuseeland), Cliff Morgan (Wales), Bennie Osler (Südafrika), Hugo Porta (Argentinien), Gareth Rees (Kanada) und Jonny Wilkinson (England).

### 9 Gedrängehalb
Der Gedrängehalb (scrum-half) ist das Bindeglied zwischen den Stürmern und den Verteidigern. Er erhält den Ball von der Gasse und holt ihn aus dem hinteren Teil des Gedränges, wobei er ihn normalerweise an den Verbindungshalb weitergibt. Er gibt auch den Ball ins Gedränge. Zusammen mit dem Verbindungshalb triff er viele der taktischen Entscheidungen auf dem Spielfeld. Im allgemeinen Spiel ist der Gedrängehalb in der Regel jener Spieler, der den Ball von den Stürmern erhält und ihn an die Hintermannschaft weitergibt. Er ist ein guter Kommunikator, insbesondere wenn es darum geht, die Stürmer zu dirigieren, und sein Ziel ist es, die Hintermannschaft mit Bällen zu versorgen. Gute Spieler verfügen über ein ausgezeichnetes Passspiel und sind fintenreiche Läufer. Bei defensiven Gedrängen üben sie Druck auf den gegnerischen Gedrängehalb aus. In der Verteidigung im offenen Spiel decken sie in der Regel tiefe Kicks ab, wenn der Ball weit gepasst wurde. Traditionell waren die Gedrängehalbs die kleinsten Spieler der Mannschaft, aber viele moderne Spieler haben eine ähnliche Größe wie die anderen Spieler.
Gedrängehalbspieler in der World Rugby Hall of Fame sind: Ken Catchpole (Australien), Danie Craven (Südafrika), Gareth Edwards (Wales), George Gregan (Australien), Nick Farr-Jones (Australien), David Kirk (Neuseeland), Agustín Pichot (Argentinien) und Joost van der Westhuizen (Südafrika).

## Stürmer

### 8 Nummer Acht
Die Nummer acht (number eight), in Südafrika eighthman genannt, steht zwischen den Zweite-Reihe-Stürmern im hinteren Teil des Gedränges. Er interagiert mit dem Gedrängehalb, um den Ball zu kontrollieren und für die Hintermannschaft freizuspielen. Er kann den Ball auch von der Rückseite des Gedränges aufnehmen und mit ihm laufen oder ihn an den Gedrängehalb weitergeben. Bei Gassen kann er entweder ein weiterer Springer oder ein Heber sein. Auf dem Spielfeld hat er ähnliche Aufgaben wie die Flügelstürmer beim Breakdown. Die Nummer acht läuft oft mit dem Ball und versucht, die gegnerische Verteidigungslinie zu durchbrechen oder zu überwinden.
Nummer acht in der World Rugby Hall of Fame sind: Zinzan Brooke (Neuseeland), Mervyn Davies (Wales), Morné du Plessis (Südafrika), Brian Lochore (Neuseeland) und Hennie Muller (Südafrika).

### 6 und 7 Flügelstürmer
Flügelstürmer (flanker) sind jene Spieler, die am wenigsten fest zugeteilte Aufgaben übernehmen und deshalb am flexibelsten auf veränderte Spielsituationen reagieren können. Der openside flanker bindet sich an die Seite des Gedränges, welche die größte Fläche abdeckt, während der blindside flanker jene Seite abdeckt, die der Seitenlinie am nächsten ist. Letztere binden sich locker an die Seite des Gedränges und stützen die Pfeiler schräg von der Seite. Die Flanker sollten die ersten Stürmer sein, die von einem Gedränge oder einer Gasse zum Breakdown kommen, und es wird von ihnen erwartet, dass sie sich mit der Hintermannschaft verbinden oder den Ball beim Tackling sichern. Beide Positionen erfordern ein hohes Tempo; die Spieler müssen fit und schnell sein und das gegnerische Angriffsspiel gut lesen können.
Flügelstürmer in der World Rugby Hall of Fame sind: David Gallaher (Neuseeland), Michael Jones (Neuseeland), Ian Kirkpatrick (Neuseeland), Graham Mourie (Neuseeland), Francois Pienaar (Südafrika), Jean Prat (Frankreich), Jean-Pierre Rives (Frankreich), Fergus Slattery (Irland) und Wavell Wakefield (England).

### 4 und 5 Zweite-Reihe-Stürmer
Zweite-Reihe-Stürmer (locks) sind meist die größten Spieler der Mannschaft und die Ballfänger bei einer Gasse. Bei einer Gasse müssen sie so hoch wie möglich springen, um den Ball zu fangen und ihn an den Gedrängehalb weiterzureichen oder um wenigstens den Ball zuerst zu berühren, so dass er auf der eigenen Seite runterfällt. Zur Unterstützung können sie auch von ihren Mannschaftskameraden hochgehoben werden. Beim Gedränge stehen die Zweite-Reihe-Stürmer zwischen den beiden Pfeilern und dem Hakler und schaffen so den nötigen Schub nach vorne. Sie kämpfen um die Anstöße und sind an der Sicherung des Balls in offenem Rucks und Paketen (mauls) beteiligt.
Zweite-Reihe-Stürmer in der World Rugby Hall of Fame sind: Bill Beaumont (England), David Bedell-Sivright (Schottland), Gordon Brown (Schottland), Frik du Preez (Südafrika), John Eales (Australien), Barry Heatlie (Südafrika), Martin Johnson (England), Willie John McBride (Irland), Colin Meads (Neuseeland) und Lucien Mias (Frankreich).

### 2 Hakler
Der Hakler (hooker) steht zwischen den beiden Pfeilern im Gedränge und wirft den Ball in der Regel in die Gasse. Nachdem der Gedrängehalb den Ball ins Gedränge gebracht hat, benutzen die Hakler ihre Füße, um den Ball zurückzuholen und den Ballbesitz für ihre Mannschaft zu gewinnen. Hakler haben im Allgemeinen einen kurzen Rücken und lange Arme, um die Bindung an die Pfeiler zu erleichtern. Wirft der Gegner den Ball ins Gedränge, versucht der Hakler entweder, den Ball zu gewinnen oder das Gedränge zu stören. Üblicherweise sind Hakler beweglicher als die Pfeiler und werden oft eingesetzt, um den Ball im offenen Spiel nach vorne zu tragen. Nur spezialisierte Spieler der vorderen Reihe können auf dieser Position eingesetzt werden; wenn eine Mannschaft aus irgendeinem Grund keinen Hakler aufstellen kann, darf das Gedränge nicht ausgeführt werden.
Hakler in der World Rugby Hall of Fame sind: Ronnie Dawson (Irland), Sean Fitzpatrick (Neuseeland), John Smit (Südafrika) und Keith Wood (Irland).

### 1 Linker Pfeiler und 3 Rechter Pfeiler
Die Pfeiler (props) stützen den Hakler im Gedränge. Sie bilden einen Teil der ersten Reihe des Gedränges und drücken gegen die gegnerischen Pfeiler. Der (loosehead prop) steht links vom Hakler und sein Kopf befindet sich an der Außenseite des Gedränges, wenn dieses in Gang kommt. Der (tighthead prop) steht rechts vom Hakler und sein Kopf befindet sich zwischen dem gegnerischen Hakler sowie dem gegnerischen loosehead prop. Die Hauptaufgabe des Pfeiler ist es, für Stabilität im Gedränge zu sorgen und den Hakler bei der schnellen Balleroberung zu unterstützen. Bei der Gasse besteht die Aufgabe der Stütze darin, den springenden Spieler beim Kampf um den Ball zu unterstützen. In der Regel stehen sie an der Spitze der Gasse mit einem Springer zwischen ihnen. Während die Beteiligung am Gedränge immer noch als ihre Hauptaufgabe angesehen wird, wird von modernen Pfeilern auch erwartet, dass sie im Angriff und in der Verteidigung mitwirken.
Pfeiler in der World Rugby Hall of Fame sind: Jason Leonard (England), Syd Millar (Irland) und Wilson Whineray (Neuseeland).